# Пёлёшкеи, Габор
Га́бор Пёлёшкеи (венг. Pölöskei Gábor; 11 октября 1960, Мошонмадьяровар, Венгерская Народная Республика) — венгерский футболист, нападающий. Выступал за сборную Венгрии. Участник чемпионата мира 1982 года.

## Карьера

### В сборной
До дебюта в основной сборной Венгрии Габор Пёлёшкеи выступал за молодёжную сборную Венгрии (до 20 лет), в составе которой, в 1979 году принимал участие в чемпионате мира среди молодёжных команд.
В главной сборной Венгрии Габор Пёлёшкеи дебютировал 24 сентября 1980 года в товарищеском матче со сборной Испании, завершившимся ничьей со счётом 2:2. В 1982 году Габор Пёлёшкеи принял участие в чемпионате мира, он сыграл во всех трёх матчах и забил два гола. Один гол он забил в знаменитом матче со сборной Сальвадора, завершившийся разгромной победой венгров со счётом 10:1, а второй забил в матче со сборной Аргентины, завершившимся поражением венгров со счётом 1:4. На том чемпионате венгры заняли в своей группе лишь третье место и не смогли пройти дальше. Своё последнее выступление за сборную Пёлёшкеи провёл в товарищеском матче со сборной ГДР, 28 июля 1987 года, тот матч завершился нулевой ничьей. Всего же за сборную Габор Пёлёшкеи сыграл 15 матчей, в которых забил 4 гола.

## Достижения

### Командные
«Раба ЭТО»
- Обладатель Кубка Венгрии: 1979

 «Ференцварош»
- Серебряный призёр чемпионата Венгрии (2): 1982, 1983
- Финалист Кубка Венгрии: 1986

 «МТК»
- Серебряный призёр чемпионата Венгрии: 1990
- Бронзовый призёр чемпионата Венгрии: 1989

## Личная жизнь
Оба сына Габора Пёлёшкеи также являются футболистами. Петер выступает за «Ференцварош», а Жолт, ранее выступавший за резервистов «Ливерпуля», ныне выступает за «МТК».

## Статистика в сборной
| №  | Дата             | Место проведения | Соперник       | Счёт | Голы | Турнир                    |
| 1  | 24 сентября 1980 | Будапешт         | Испания        | 2:2  | -    | Товарищеский матч         |
| 2  | 8 октября 1980   | Вена             | Австрия        | 1:3  | -    | Товарищеский матч         |
| 3  | 11 февраля 1982  | Окленд           | Новая Зеландия | 2:1  | -    | Товарищеский матч         |
| 4  | 14 февраля 1982  | Крайстчерч       | Новая Зеландия | 2:1  | 1    | Товарищеский матч         |
| 5  | 24 марта 1982    | Будапешт         | Австрия        | 2:3  | -    | Товарищеский матч         |
| 6  | 18 апреля 1982   | Будапешт         | Перу           | 1:2  | -    | Товарищеский матч         |
| 7  | 15 июня 1982     | Эльче            | Сальвадор      | 10:1 | 1    | Чемпионат мира 1982       |
| 8  | 18 июня 1982     | Аликанте         | Аргентина      | 1:4  | 1    | Чемпионат мира 1982       |
| 9  | 22 июня 1982     | Эльче            | Бельгия        | 1:1  | -    | Чемпионат мира 1982       |
| 10 | 27 марта 1983    | Люксембург       | Люксембург     | 6:2  | 1    | Отборочный матч к ЧЕ 1984 |
| 11 | 13 апреля 1983   | Коимбра          | Португалия     | 0:0  | -    | Товарищеский матч         |
| 12 | 17 апреля 1983   | Будапешт         | Люксембург     | 6:2  | -    | Отборочный матч к ЧЕ 1984 |
| 13 | 26 октября 1983  | Будапешт         | Дания          | 1:0  | -    | Отборочный матч к ЧЕ 1984 |
| 14 | 29 января 1985   | Гамбург          | ФРГ            | 1:0  | -    | Товарищеский матч         |
| 15 | 28 июля 1987     | Лейпциг          | ГДР            | 0:0  | -    | Товарищеский матч         |

Итого: 15 матчей / 4 гола; 7 побед, 4 ничьих, 4 поражения.
| Сборная | Год   | Финальные матчи ЧМ | Финальные матчи ЧМ | Отборочные матчи ЧЕ | Отборочные матчи ЧЕ | Товарищеские матчи | Товарищеские матчи | Итого | Итого |
| Сборная | Год   | Игры               | Голы               | Игры                | Голы                | Игры               | Голы               | Игры  | Голы  |
| ------- | ----- | ------------------ | ------------------ | ------------------- | ------------------- | ------------------ | ------------------ | ----- | ----- |
| Венгрия | 1980  | 0                  | 0                  | 0                   | 0                   | 2                  | 0                  | 2     | 0     |
| Венгрия | 1981  | 0                  | 0                  | 0                   | 0                   | 0                  | 0                  | 0     | 0     |
| Венгрия | 1982  | 3                  | 2                  | 0                   | 0                   | 4                  | 1                  | 7     | 3     |
| Венгрия | 1983  | 0                  | 0                  | 3                   | 1                   | 1                  | 0                  | 4     | 1     |
| Венгрия | 1984  | 0                  | 0                  | 0                   | 0                   | 0                  | 0                  | 0     | 0     |
| Венгрия | 1985  | 0                  | 0                  | 0                   | 0                   | 1                  | 0                  | 1     | 0     |
| Венгрия | 1986  | 0                  | 0                  | 0                   | 0                   | 0                  | 0                  | 0     | 0     |
| Венгрия | 1987  | 0                  | 0                  | 0                   | 0                   | 1                  | 0                  | 1     | 0     |
| Венгрия | Итого | 3                  | 2                  | 3                   | 1                   | 9                  | 1                  | 15    | 4     |